# Roger Bastié
Pour les articles homonymes, voir Bastié.
Pas d'image ? Cliquez ici

a Compétitions nationales et continentales officielles uniquement.

Roger Bastié, né le 21 septembre 1932 à Sallèles-d'Aude et mort le 2 janvier 2019 à Brive-la-Gaillarde, est ancien joueur et entraîneur français de rugby à XV.

## Biographie
Roger Bastié est plus connu en tant qu’entraîneur. En tant que joueur il jouait tour à tour centre, ailier où 3e ligne aile.
Il meurt le 2 janvier 2019 à l'âge de 86 ans des suites d'une longue maladie.

## Carrière

### Joueur
- RC Narbonne (juniors)
- 1950-1955 :  AS Bort-les-Orgues (avec Amédée Domenech)
- RC Vichy
- 1955-1965 :  CA Brive

### Entraîneur
- 1970-1974 :  CA Brive
- CA Sarlat
- 1980-1981 :  CA Brive
- US Objat
- SC Tulle

## Palmarès

### Joueur
- Champion de France de deuxième division en 1957 avec le CA Brive.

### Entraîneur
- Champion de France équipes Réserves en 1967 avec le CA Brive.
- Vainqueur du Bouclier d'automne 1972
- Vice-champion de France en 1972 avec le CA Brive.
- Vainqueur du Challenge Antoine Béguère 1973
- Finaliste du Challenge Yves du Manoir 1974